# Notzentor

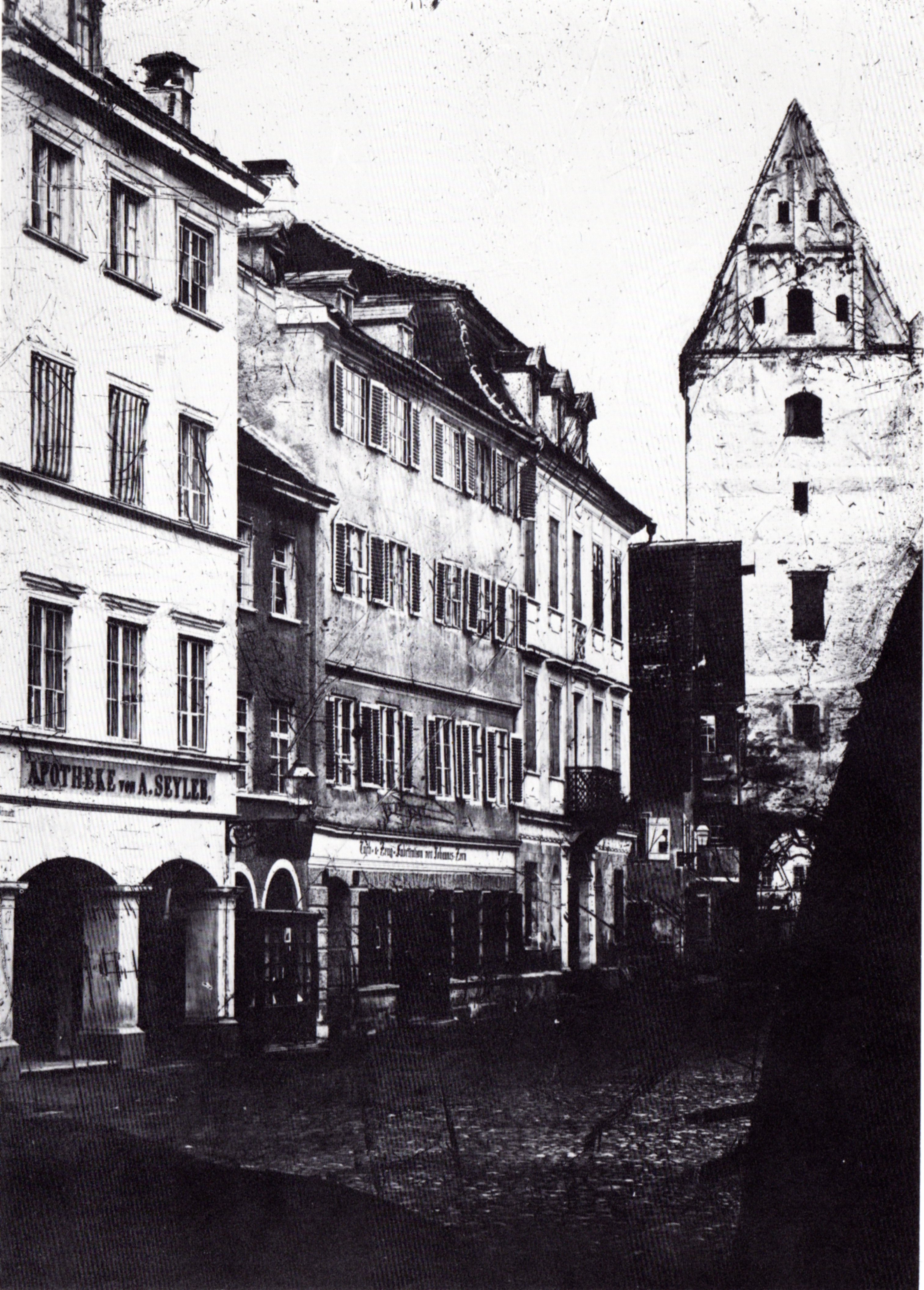
Das Notzentor von Süden aus um 1860 fotografiert. Bereits drei Jahre später wurde es abgebrochen.

Das Notzentor war ein Stadttor der oberschwäbischen Stadt Memmingen. Es wurde auch „Inneres Niedergassentor“ genannt.

## Lage
Das Tor stand an der Nordseite der alten Welfenstadt in der Nähe des Marktplatzes und war das Verbindungstor zur Ulmer Vorstadt. Von dort führte der alte Wehrgang zu den Gefängnistürmen Hexenturm und Kerkerturm.

## Aussehen
Das Notzentor war ein typisches schwäbisches hochgezogenes Tor mit einem romanischen Rundbogen. An der Nordseite des Turmes waren zwei riesige Hellebarden in mittelalterlicher Tracht abgebildet und dazwischen zwei Löwen, von denen jeder ein Memminger Stadtwappen hielt. In ihrer Mitte befand sich ein größeres Wappen, vermutlich das kaiserliche mit Reichsadler und Krone. Darüber war die Jahreszahl MCXCIIII (1194) angebracht. Erhalten ist als kläglicher Rest ein kleiner Bogen an der Stadtmauer hinter dem MeWo-Haus.

## Geschichte

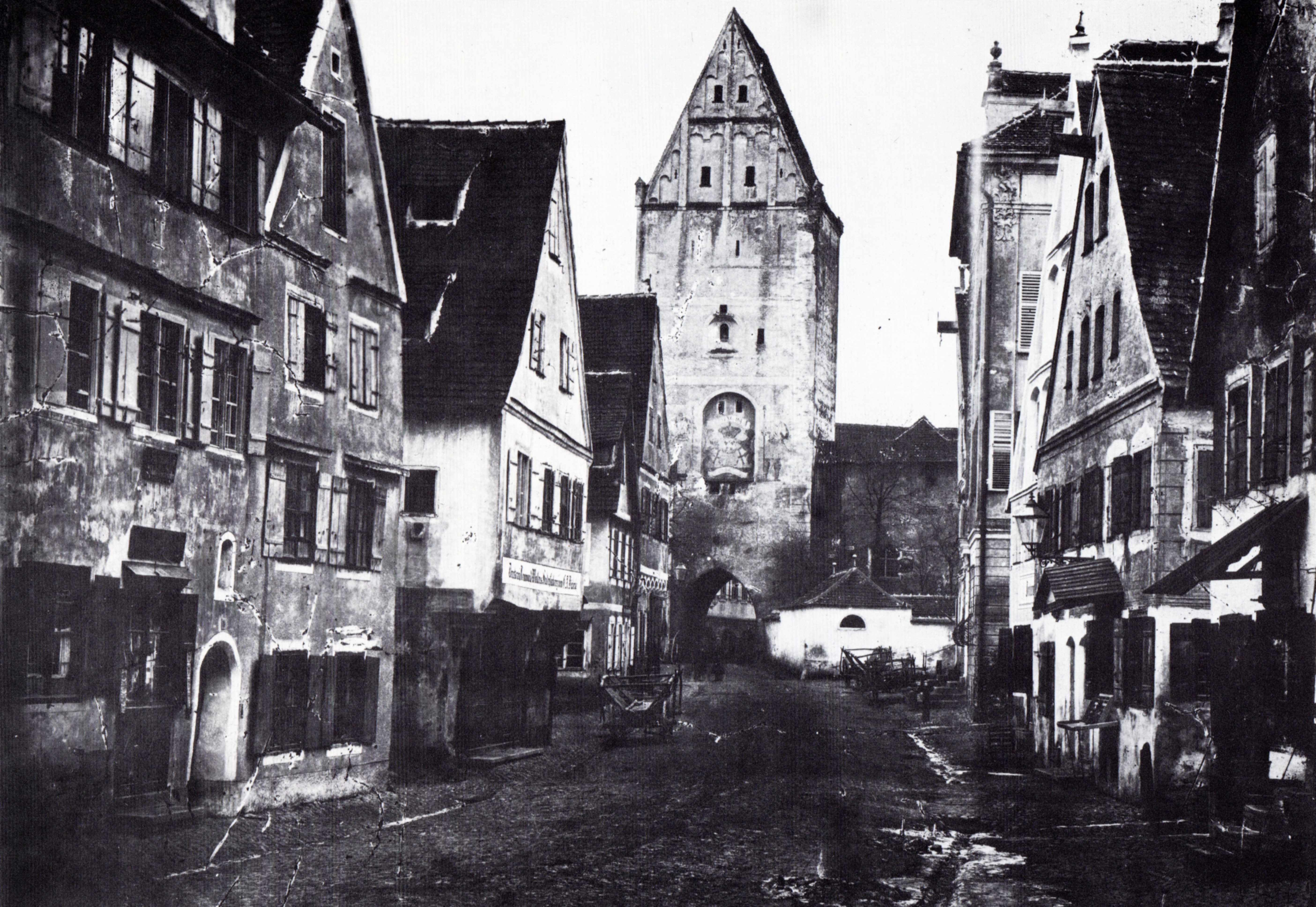
Das Notzentor von Norden um 1860

Um das Jahr 1000 soll an der Stelle des Notzentores ein Holztor gestanden haben. Um 1150 wurde die Stadt mit einer steinernen Stadtmauer versehen. Um 1270 wurde erstmals ein Tor in nördlicher Richtung erwähnt. Um 1400 entstand anstelle des romanischen Niedertores das Notzentor als nördlicher Eingang in die Stadt. Als die Ulmer Vorstadt in den Mauergürtel integriert wurde, wurde das Notzentor mit dem Graben als Verteidigungsanlage der alten Stadt beibehalten. Erst 1863 wurde es auf Bitten der Bürgerschaft der Ulmer Vorstadt abgebrochen, die befürchtete, durch den recht engen Zugang ins wirtschaftliche Abseits gedrängt zu werden. Der Tordurchgang war äußerst eng, stets feucht und schmutzig, da aufgrund der engen Bebauung keine Sonnenstrahlen hinein drangen. Der Abbruch war am 15. Februar 1863 abgeschlossen. Den Namen erhielt das Tor von der Familie Notz, die über viele Generationen das Torwächteramt des auch „Inneres Niedergassentor“ genannten Tores ausübte. Eine Gedenktafel im MeWo-Haus erinnert an das Notzentor.